# Platystele tobarii
Platystele tobarii är en orkidéart som beskrevs av Carlyle August Luer. Platystele tobarii ingår i släktet Platystele och familjen orkidéer. Inga underarter finns listade i Catalogue of Life.